# Думы (село)
Думы (укр. Думи) — село в Рава-Русской городской общине Львовского района Львовской области Украины.
Население по переписи 2001 года составляло 152 человека. Занимает площадь 0,49 км². Почтовый индекс — 80330. Телефонный код — 3252.